# Haití en los Juegos Olímpicos de París 1924
Haití estuvo representado en los Juegos Olímpicos de París 1924 por ocho deportistas masculinos que compitieron en dos deportes.

## Medallistas
El equipo olímpico haitiano obtuvo las siguientes medallas:
| Nombre                                                                        | Deporte | Competición            |
| ----------------------------------------------------------------------------- | ------- | ---------------------- |
| Oro                                                                           |         |                        |
| —                                                                             |         |                        |
| Plata                                                                         |         |                        |
| —                                                                             |         |                        |
| Bronce                                                                        |         |                        |
| Ludovic Augustin Eloi Metullus Destin Destine Astrel Rolland Ludovic Valborge | Tiro    | Rifle libre por eqs. M |